# Thor Hansen
Thor Harald Hansen (Oslo, 23 giugno 1947 – 5 dicembre 2018) è stato un giocatore di poker norvegese.

## Biografia
Vantava due braccialetti WSOP, conquistati il primo nel 1988 nel $5.000 Seven Card Stud e nel 2002 nel $1.500 Ace to Five Lowball. Durante le WSOP 2006 terminò ITM 4 volte, tra le quali spicca un secondo posto al $3.000 Omaha hi-lo.
Hansen fu azionista di minoranza della società "Poker Blue" e nel 2005 divenne il primo giocatore norvegese ad aggiudicarsi il premio "Poker Player of the Year Award". È considerato da molti appassionati il Godfather of norvegian poker (il "Padrino del poker norvegese").
Chiuse 134° nel Main Event delle WSOP 2007, vincendo $58.570. Nella stessa edizione ottenne un altro prestigioso risultato, centrando il tavolo finale e finendo 8º nel $50.000 H.O.R.S.E..
Al 2011, le sue vincite totali nei tornei di poker sportivo superavano i $2.800.000, di cui oltre $1.100.000 derivanti da piazzamenti e successi alle WSOP.
Hansene è morto nel 2018, per un tumore che gli era stato da poco diagnosticato, già allo stadio terminale.

## Braccialetti WSOP
| Anno | Torneo                     | Premio   |
| ---- | -------------------------- | -------- |
| 1988 | $5 000 Seven-card stud     | $158 000 |
| 2002 | $1 500 Ace to Five Lowball | $62 600  |